# Comuna de Kijewo Królewskie
Kijewo Królewskie (polaco: Gmina Kijewo Królewskie) é uma gminy (comuna) na Polónia, na voivodia de Cujávia-Pomerânia e no condado de Chełmiński. A sede do condado é a cidade de Kijewo Królewskie.
De acordo com os censos de 2004, a comuna tem 4274 habitantes, com uma densidade 59,2 hab/km².

## Área
Estende-se por uma área de 71,8 km², incluindo:
- área agricola: 90%
- área florestal: 2%

## Demografia
Dados de 30 de Junho 2004:
|                      | Total   | Total | Mulheres | Mulheres | Homens  | Homens |
| -------------------- | ------- | ----- | -------- | -------- | ------- | ------ |
|                      | pessoas | %     | pessoas  | %        | pessoas | %      |
| População            | 4274    | 100   | 2156     | 50,4     | 2118    | 49,6   |
| Densidade (pop./km²) | 59,2    | 100   | 29,9     | 29,9     | 29,3    | 29,3   |

De acordo com dados de 2005, o rendimento médio per capita ascendia a 1794,78 zł.